# Urani hexachloride
Urani hexachloride là một hợp chất hóa học vô cơ của urani trong trạng thái oxy hóa +6. Hợp chất hóa học Urani hexachloride (UCl6) là một halide kim loại gồm Urani và Clo. Nó là một tinh thể rắn màu xanh đậm phát sáng với áp suất hơi từ 1-3mmHg ở 373,15K UCl6 ổn định trong chân không, không khí khô, nitơ và heli ở nhiệt độ phòng. Nó hòa tan trong carbon tetrachloride (CCl4).

## Cấu trúc và liên kết
Urani hexachloride có một hình học bát diện với một nhóm điểm của Oh. Lưới của nó (kích thước: 10.95 ± 0.02Å x 6.03 ± 0.01Å) có hình lục giác với ba phân tử trên mỗi tế bào; độ dài U-Cl lý thuyết trung bình là 2.472Å dài (Chụp nhiễu xạ tia X thử nghiệm độ dài U-Cl là 2.42Å)  và khoảng cách giữa hai nguyên tử clo kề là 3.65Å.

## Tính chất hóa học
Urani hexachloride là một hợp chất hút ẩm cao và phân hủy dễ dàng khi tiếp xúc với các điều kiện khí quyển bình thường. Do đó nó phải được xử lý trong một bộ máy chân không hoặc trong một hộp khô.

### Phân hủy nhiệt
UCl6 ổn định đến nhiệt độ từ 120oC đến 150oC. Sự phân hủy của UCl6 kết quả trong quá trình chuyển pha rắn từ một dạng tinh thể của UCl6 sang một dạng ổn định khác. Tuy nhiên sự phân hủy của UCl6 khí tạo ra (UCl5). Năng lượng kích hoạt cho phản ứng này là khoảng 40kcal mỗi mol.
2UCl6 (g) → 2UCl5 (s) + Cl2 (g)

### Phản ứng với hydro fluoride
Khi UCl6 phản ứng với chất lỏng khan, Hydro Fluoride (HF) ở nhiệt độ phòng tạo ra UF5.
2UCl6+ 10HF → 2UF5 + 10HCl + Cl2

## Tổng hợp
Urani hexachloride có thể được tổng hợp từ phản ứng của urani trioxit (UO3) với một hỗn hợp của chất lỏng CCl4 và clo nóng (Cl2). Tuy nhiên năng suất có thể tăng lên nếu phản ứng được tiến hành với sự tham gia của UCl5. UO3 được chuyển thành UCl5, do đó phản ứng với Cl2 dư thừa để hình thành UCl6. Nó đòi hỏi một lượng nhiệt đáng kể cho phản ứng xảy ra; nhiệt độ từ 65oC đến 170oC tùy thuộc vào lượng chất phản ứng (nhiệt độ lý tưởng: 100oC - 125oC) Phản ứng được thực hiện trong một bình khí kín khép kín có thể chịu được áp lực tăng lên.
Phương trình 1:  2UO3 + 5Cl2   → 2UCl5 + 3O2
Phương trình 2: 2UCl5 + Cl2 → 2UCl6
Phương trình tổng quát: 2UO3 + 6Cl2 → 2UCl6 + 3O2
Kim loại hexahalide này cũng có thể được tổng hợp bằng cách thổi khí Cl2 qua UCl4 tinh chế ở 350oC.
Phương trình 1: 2UCl4 + Cl2 → 2UCl5
Phương trình 2: 2UCl5 + Cl2 → 2UCl6
Phương trình tổng quát: UCl4 + Cl2 → UCl6